# Franco Frattini
Franco Frattini (ur. 14 marca 1957 w Rzymie, zm. 24 grudnia 2022 tamże) – włoski polityk i prawnik, parlamentarzysta, minister w kilku rządach, w latach 2004–2008 wiceprzewodniczący Komisji Europejskiej.

## Życiorys
Ukończył studia prawnicze na Uniwersytecie Rzymskim – La Sapienza. Pracował w zawodach prokuratora i sędziego śledczego. Był też radcą prawnym ministra skarbu i wicepremiera. Pełnił funkcje zastępcy sekretarza generalnego (1993–1994) i sekretarza generalnego (1994–1995) włoskiego rządu.
Działał we Włoskiej Partii Socjalistycznej. W 1994 został jednym z założycieli Forza Italia Silvia Berlusconiego. W latach 1995–1996 sprawował urząd ministra ds. służby publicznej i polityki regionalnej w gabinecie Lamberta Diniego, chociaż jego ugrupowanie pozostawało w opozycji. W 1996 i 2001 z listy Forza Italia uzyskiwał mandat posła do Izby Deputowanych XIII i XIV kadencji. W latach 1996–1997 stał na czele parlamentarnej komisji do spraw nadzoru nad służbami specjalnymi.
W 2001 Silvio Berlusconi powołał go na funkcję ministra administracji państwowej w swoim drugim rządzie, w następnym roku powierzył mu urząd ministra spraw zagranicznych. W 2004 Franco Frattini otrzymał rekomendację na stanowisko unijnego komisarza do spraw sprawiedliwości (gdy Rocco Buttiglione ustąpił z ubiegania się o to stanowisko). Został w tym samym roku również wiceprzewodniczącym Komisji Europejskiej kierowanej przez José Manuela Barroso.
W 2008 zdecydował się powrócić do polityki krajowej. W przedterminowych wyborach uzyskał mandat posła XVI kadencji z listy Ludu Wolności. Odszedł w tymże roku z KE, w czwartym rządzie Silvia Berlusconiego ponownie objął kierownictwo resortu spraw zagranicznych. W 2009 opowiedział się za koncepcją kierowania Unią Europejską przez sześć największych państw (Niemcy, Francję, Wielką Brytanię, Włochy, Hiszpanię i Polskę). Urząd ministra sprawował do 2011, kiedy to zastąpił go Giulio Terzi di Sant’Agata.
W 2012 dołączył do projektu politycznego premiera Mario Montiego (nazwanego następnie Z Montim dla Włoch), rezygnując jednak z kandydowania do parlamentu w 2013. Był członkiem najwyższego organu jurysdykcyjnego we włoskim sporcie (działającego przy CONI).
W kwietniu 2021 powołany na wiceprzewodniczącego Rady Stanu, a w styczniu 2022 stanął na czele tej instytucji. Zmarł w grudniu tegoż roku na skutek choroby nowotworowej.

## Odznaczenia
Odznaczony Krzyżem Wielkim Orderu Zasługi Republiki Włoskiej (2004).